# مهمة تثقيف

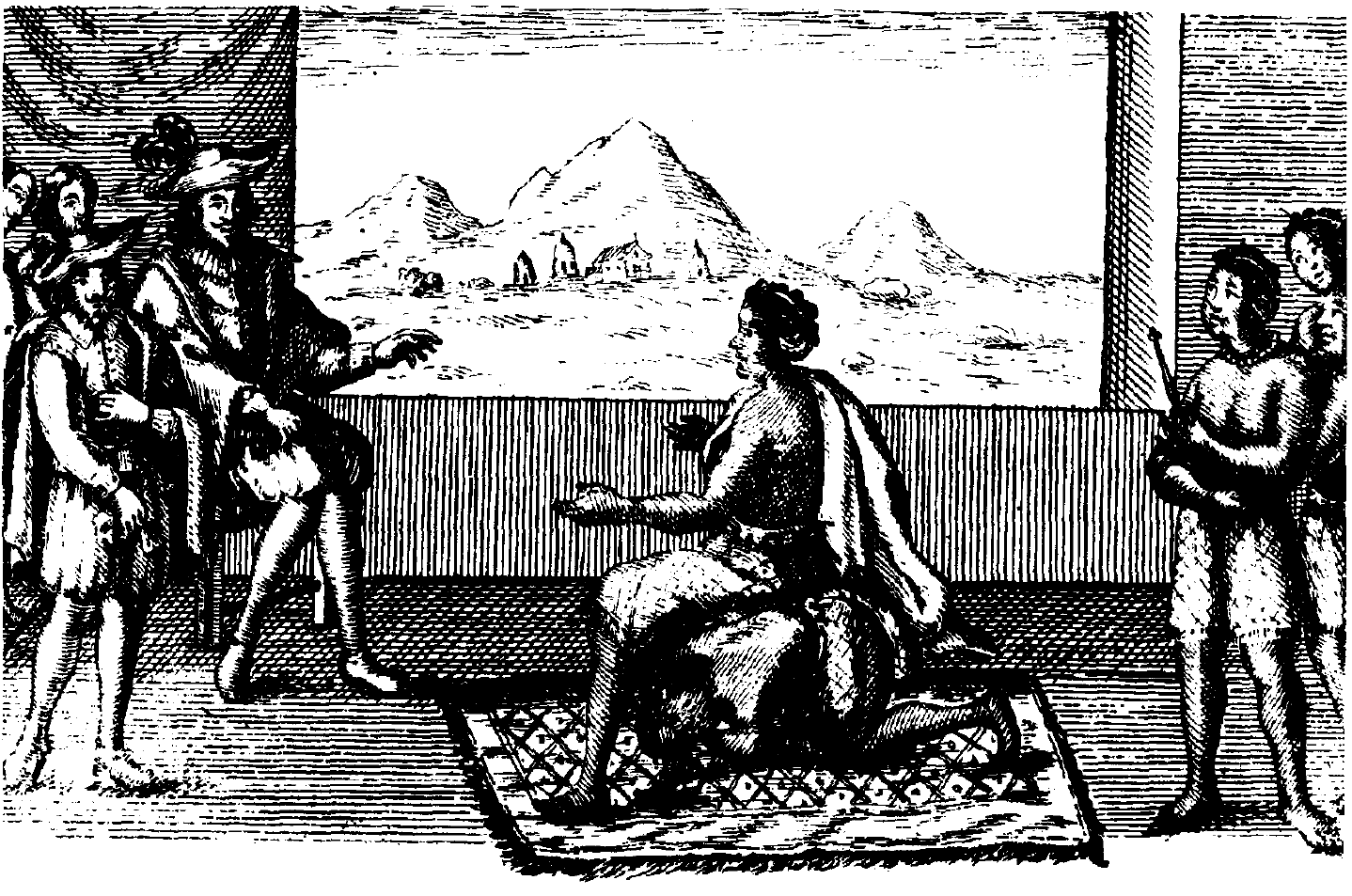

فكرة «مهمة التثقيف» أي «مهمة التحضير» (بالفرنسية: mission civilisatrice، ميسيو سيڤيليزاتخيس)  كانت مبررا للتدخل أو الاستعمار في المجتمعات الأقل نموا من قبل القوات المتصنعة، تحت مسمى «نشر الحضارة»، ويستخدم المصطلح بصورة أساسية للإشارة إلى ما يتعلق بسياسة التغريب نحو مجتمعات أصلية (أي المجتمعات غير المتصنعة) في القرون الخامس عشر والسادس عشر والسابع عشر والثامن عشر والتاسع عشر والعشرين.
تداولت الفكرة كمبدأ أساسي للحكم الاستعماري من أطراف متصنعة مثل فرنسا والبرتغال في الفترة من القرن الخامس عشر إلى منتصف القرن العشرين. كانت فكرة «مهمة التثقيف» مؤثرة في مستعمرات المغرب الكبير وغرب أفريقيا والهند الصينية الفرنسية ومستعمرات أنغولا وغينيا وموزمبيق وتيمور البرتغالية. انبعث في القوات الاستعمارية الإحساس بضرورة نشر الحضارة الغربية إلى أولئك الذين كانوا يعتبرونهم شعوب بدائية. لم يحاول الأوروبيون حكم شعوب المستعمرات فقط بل وإنما سعوا إلى تغريبهم طبقا لعقيدة «الاستيعاب» الاستعمارية. 

## أصول تفكيرية
يمكن أن يعزى أصول مهمة التثقيف التفكيرية إلى تقليد أوروبي يعود إلى العصور الوسطى. كان المفكرون الأوروبيون يتساهلون مع التغيير الاجتماعي يقولون إن التغيير ما هو إلا التقدم. في القرن الثامن عشر، أخذ التاريخ يُرْتَأَى مساقا مواصِلا أحادي الاتجاه نحو التطور الثقافي-الاجتماعي والأوروبيون هم الأسبقون. [بحاجة لمصدر]
 رأى عنصريونٌ الأمم البدائية عاجزة بصورة جوهرية، ولكن المفكرين «الأكثر تقدما» مثل كوندروسيه افترضوا أن مساعدة تلك الشعوب التي «لكي تتحضر تنتظر لنا لنعطيهم الوسائل، لتجد إخواة عند الأوروبيين وتصبح لهم أصدقاء وصحابة.»
الآراء التطورية تبقيت من فترة الاستعمار. أعلن منظرو التحديث إن العادات والتقاليد يجب أن تدمر، إن المجتمعات التقليدية عليها أن تتأقلم أم تختفئ.
يرى مفكرو نظرية ما بعد الإعمار أن الإعمار إذًا ما هو إلا مواصلة مهمة التحضير الاستعمارية. فصيرورة محضَّرا معناه كان وما زال صيرورة مثل المجتمعات المتصنعة، ومن ثم فالتحضير معناه أن كل المجتمعات يجب أن تصير مجتمعات مستهلكة[بحاجة لمصدر] وتتخلى عن عاداتها وتقاليدها الأصلية.

### استعمار فرنسي
كان القائد السياسي للجمهورية الفرنسية جول فيري من أوائل المؤيدين للفكرة. أتيحت الجنسية الفرنسية والحقوق المتساوية لمن تبنى الثقافة الفرنسية، بما في ذلك استخدام اللغة الفرنسية في حياتهم وارتداء الملابس الغربية واعتناق المسيحية. رغم إتاحة الجنسية الفرنسية لسكان المجتمعات الأربع (داكار وسانت لويس وغوريه وروفسك) معظم الأفارقة الغربيين لم يتبنوا الثقافة الفرنسية ولا المسيحية. بعد الحرب العالمية الأولى، حل «الارتباط» محل الاستيعاب كمبدأ أساسي للعلاقات الاستعمارية. اُفْتُرِضَ أن الثقافة الفرنسية قد تتواجد بجانب المجتمعات الأصلية وأن هذه المجتمعات ذات السيادة قد ترتبط مع فرنسا بحرية في نطاق الاتحاد الفرنسي.